# Maribel Mora
Pour les articles homonymes, voir Mora.
María Isabel Mora Grande, née le 8 avril 1971, est une femme politique espagnole membre de Podemos puis d'Adelante Andalucía. Elle est sénatrice pour l'Andalousie de 2015 à 2019 et députée au Parlement d'Andalousie depuis 2018.

## Biographie

### Profession
Elle est avocate depuis 1995 et fonctionnaire de la Junte d'Andalousie à partir de 2007.

### Carrière politique
Le 1er juillet 2015, elle est désignée sénatrice par le Parlement d'Andalousie en représentation de l'Andalousie au Sénat. Elle occupe cette fonction jusqu'au 6 février 2019.
Le 2 décembre 2018, elle est élue députée au Parlement andalou. Elle est réélue le 19 juin 2022 et succède à Teresa Rodríguez comme porte-parole d'Adelante Andalucía en décembre 2022.